# Alchemilla sintenisii
Alchemilla sintenisii är en rosväxtart som beskrevs av Werner Hugo Paul Rothmaler. Alchemilla sintenisii ingår i släktet daggkåpor, och familjen rosväxter. Inga underarter finns listade i Catalogue of Life.